# Sadali (Szardínia)
Sadali település Olaszországban, Szardínia régióban, Cagliari megyében. Lakosainak száma 837 fő (2023. január 1.). Sadali Nurri, Seui, Seulo, Villanova Tulo és Esterzili községekkel határos.

## Népesség
A település lakossága az elmúlt években az alábbi módon változott:
| Lakosok száma | 983  | 942  | 837  |
|               | 2017 | 2018 | 2023 |